# ダビド・ゴファン
- ダビド・ゴフィン

ダビド・ゴファン（David Goffin, フランス語発音: [david ɡɔfɛ̃], 1990年12月7日 - ）は、ベルギー・ロクール出身の男子プロテニス選手。日本語では「ゴフィン」表記も多い。これまでにATPツアーでシングルス6勝、ダブルス1勝を挙げている。身長180cm。右利き、バックハンド・ストロークは両手打ち。ATPランキング自己最高位はシングルス7位。ダブルス158位。

## 選手経歴

### ジュニア時代
ベルギーで生まれ、5歳からテニスコーチだった父マイケルの影響でテニスを始める。ロジャー・フェデラーに憧れていた。

### 2008年 ジュニア世界10位
ジュニア時代ではシングルスにおいて、戦績76勝44敗の成績を残している。同年7月にはジュニア世界ランキングで10位を記録。ジュニアグランドスラムの戦績は全仏オープン2回戦、ウィンブルドン選手権1回戦敗退である。

### 2009年 プロ転向
フューチャーズとATPチャレンジャーツアーを中心に活動する。この年の最も良い成績はトーディで開催された大会で予選から4試合連続で勝利したベスト4入りであり、準決勝では当時世界ランキング84位のシモン・グロイルにストレートで敗れるも、同年にプロ転向。年間最終ランキングは324位。

### 2010年 トップ250入り
昨年同様にフューチャーズとATPチャレンジャーツアーを中心に世界を巡り、様々な戦績を挙げて、ランキングを上昇させる。年間最終ランキングは229位。

### 2011年 ツアー初勝利
チェンナイ・オープンで当時インドNo.1選手であったソムデブ・デブバルマンを破る金星を上げ、ATPツアー初勝利を飾った。2回戦では当大会を制するスタニスラス・ワウリンカに敗れた。年間最終ランキングは174位。

### 2012年 トップ50入り
全仏オープンでは予選決勝で敗退したが、ガエル・モンフィスの直前欠場によりラッキールーザーで4大大会に初出場する。1回戦でラデク・ステパネクを6-2, 4-6, 2-6, 6-4, 6-2で、2回戦でアルノー・クレマンを3-6, 7-6(2), 0-6, 6-2, 6-1で、3回戦でルカシュ・クボットを7-6(4), 7-5, 6-1で破り4回戦に進出した。ラッキールーザーが4大大会の男子シングルスで4回戦に進出したのは1995年ウィンブルドン選手権のディック・ノーマン以来17年ぶりという快挙だった。4回戦では憧れのロジャー・フェデラーと対戦し第1セットを先取したが7-5, 5-7, 2-6, 4-6で敗れた。
ウィンブルドンでも1回戦で前年ベスト8のバーナード・トミックを3-6, 6-3, 6-4, 6-4で破り3回戦まで進出した。7月のロンドン五輪でオリンピックに初出場した。シングルス1回戦でフアン・モナコに4-6, 1-6で敗れた。チェンナイ・オープン、ウィンストン・セーラム・オープン、バレンシア・オープン500の3大会でベスト8に進出し、2012年年頭の174位から42位までランキングを上げている。年間最終ランキングは46位。

### 2014年 ツアー初優勝 トップ25入り
その後怪我に苦しみランキングを下げてしまったが、7月のオーストリア・オープンでツアー初の決勝に進出し地元のドミニク・ティームを4–6, 6–1, 6–3で破りツアー初優勝を果たした。9月のモゼール・オープンでは第8シードで出場し、準々決勝で第1シードのジョー＝ウィルフリード・ツォンガを1-6, 7-6(5), 7-5で破ると、決勝でジョアン・ソウザに6-4, 6-3で勝利しツアー2勝目をあげる。10月のスイス・インドアに第7シードで出場。準々決勝で世界ランク9位のミロシュ・ラオニッチを6–7(3), 6–3, 6-4で勝利するなど、決勝に進出。決勝でフェデラーに2-6, 2-6で敗れ準優勝。年間最終ランキングは22位。

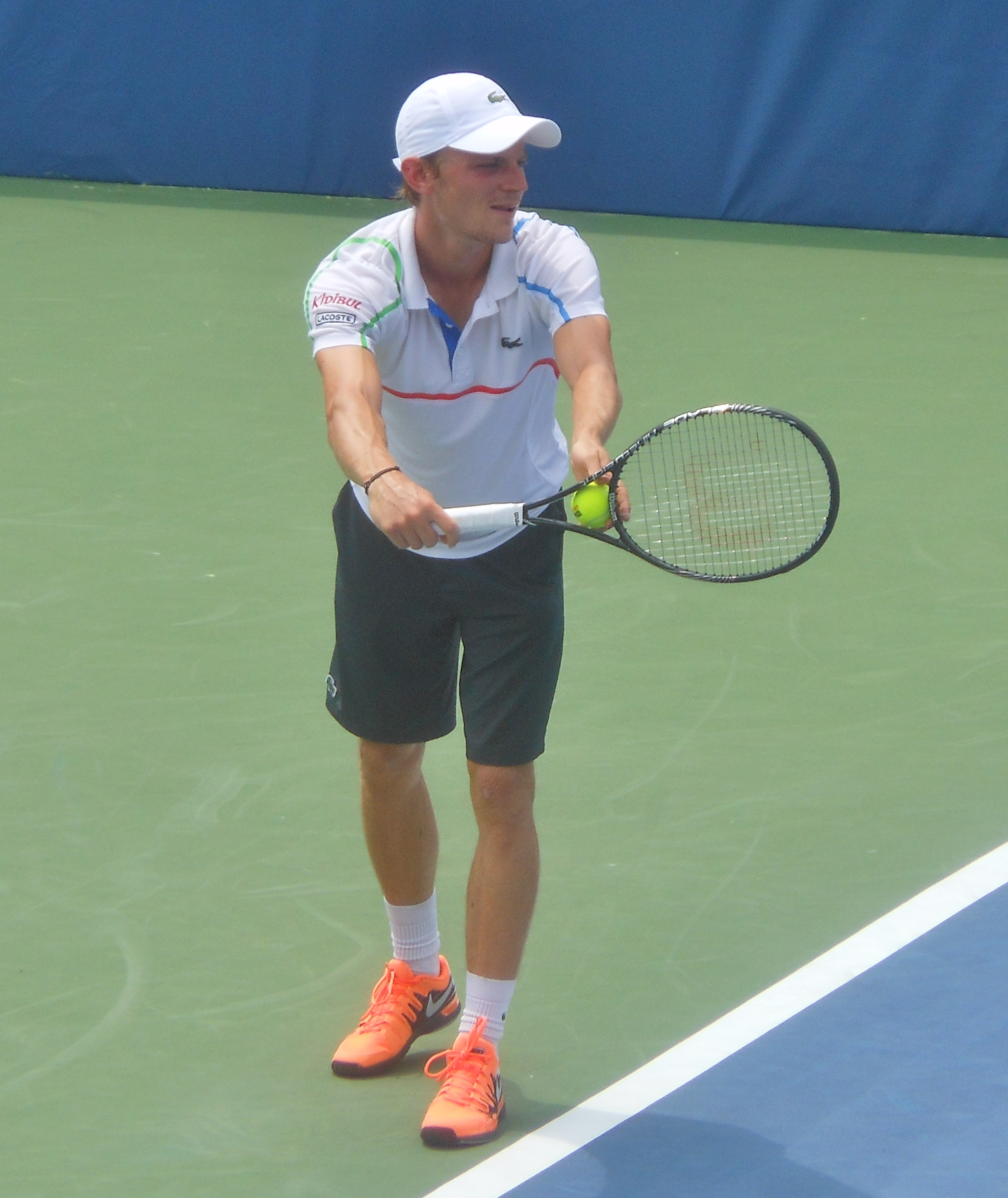
2014年ウィンストン・セーラム・オープンでのダビド・ゴファン

### 2015年 デビス杯準優勝 トップ15入り
5月のBNLイタリア国際でマスターズ1000初のベスト8進出を果たした。全仏オープンでは3回戦でジェレミー・シャルディーに敗れた。その後のトップシェルフ・オープンでは決勝まで進みニコラ・マユに敗れ準優勝にこそなりはしたものの、翌週の世界ランキングでは自身の記録を更新する15位とした。
ウィンブルドン選手権においても自身初めての4回戦に進み、第4シードのスタン・ワウリンカに6-7(3), 6-7(7), 4-6と善戦し、敗れたもののグラスコートによる適応力の高さを示した。また、大会後の世界ランキングでも14位とし再び自身の持つ記録を塗り替えた。
8月のシンシナティ・マスターズでは世界ランク1位のノバク・ジョコビッチを第3セット第3ゲーム時点で4-6, 6-2, 3-0の2ブレークアップに持ち込むもそのあと6ゲーム連取され敗れた。全米オープンでは3回戦のロベルト・バウティスタ・アグート戦では第4セットで途中棄権した。
デビスカップではベルギー代表のエースとして活躍。初戦の前回王者スイス戦では第5戦でアドリアン・ボッセルに勝利し、準々決勝進出を決める。準々決勝カナダ戦では第2戦でフィリップ・ペリウォに勝利し準決勝進出に貢献。準決勝アルゼンチン戦では第1戦で、フェデリコ・デルボニスに、第4戦でディエゴ・シュワルツマンに勝利し、ベルギーを1904年以来の決勝に導いた。決勝イギリス戦では第1戦でカイル・エドマンドに3-6, 1-6, 6-2, 6-1, 6-0で勝利。第3戦のダブルスにもスティーブ・ダルシスと組んで出場するがマリー兄弟に4-6, 6-4, 3-6, 2-6で敗れた。第4戦で世界ランク2位のアンディ・マリーと対戦し3-6, 5-7, 3-6で敗れ、デビスカップ初優勝はならなかった。年間最終ランキングは16位。

### 2016年 全仏ベスト8
全豪オープンでは初めて4回戦に進出したものの、第3シードのフェデラーに2-6, 1-6, 4-6で敗れた。BNPパリバ・オープンでは4回戦で世界ランク4位のワウリンカを6-3, 5-7, 7-6(5)で破ると、準々決勝でマリン・チリッチを7-6(4), 6-2で勝利し、マスターズ1000初のベスト4進出。準決勝でミロシュ・ラオニッチに3-6, 6-3, 3-6で敗れた。続くマイアミ・オープンでは準々決勝でジル・シモンに3-6, 6-2, 6-1で勝利しマスターズ2大会連続ベスト4進出。準決勝ではジョコビッチに6-7(5), 4-6で敗れた。大会後の世界ランキングで自己最高の13位に浮上する。
BNLイタリア国際では3回戦で世界ランク8位のトマーシュ・ベルディヒを6-0, 6-0のダブルベーグルで勝利し、2年連続のベスト8入りを果たす。準々決勝ではマリーに1-6, 5-7で敗れた。全仏オープンでは4回戦でエルネスツ・ガルビスに4-6, 6-2, 6-2, 6-3で勝利し、自身初のグランドスラムでベスト8に進出。準々決勝のドミニク・ティーム戦はお互いに初のベスト4進出とトップ10入りを懸けた一戦となったが、6-4, 6-7(7), 4-6, 1-6で敗れた。全仏後の世界ランキングで自己最高の11位となった。
ウィンブルドン選手権では4回戦でミロシュ・ラオニッチから2セットを先取するも6-4, 6-3, 4-6, 4-6, 4-6で逆転負けした。
リオ五輪のシングルスでは3回戦でトマス・ベルッシに6-7(10), 4-6で敗れた。

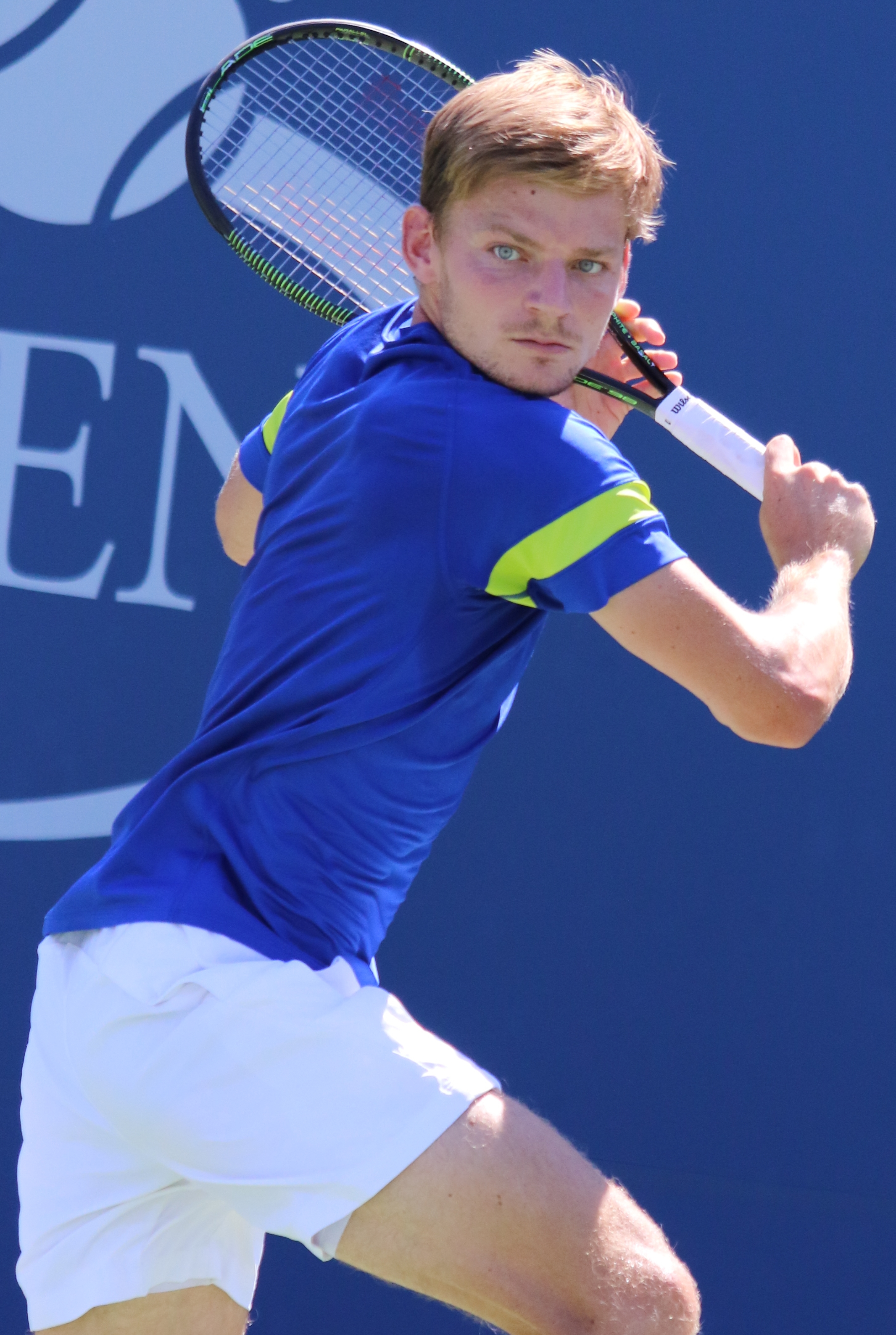
2016年全米オープンでのダビド・ゴファン

全米オープンでは初戦でジャレッド・ドナルドソンに6-4, 5-7, 4-6, 0-6で敗れた。初参戦した10月の楽天ジャパン・オープンでは準決勝で第4シードのチリッチに勝利し決勝進出。決勝で第6シードのニック・キリオスに6-4, 3-6, 5-7で敗れ、ATP500初優勝はならなかった。上海マスターズでもフアン・マルティン・デル・ポトロやガエル・モンフィスなどを破り準々決勝進出を果たす。準々決勝でマリーに敗れた。翌週地元ベルギーで今年から開催となるヨーロピアン・オープンに第1シードで出場。準決勝でディエゴ・シュワルツマンに敗れ、地元優勝は果たせなかった。
レースランキングで11位となりATPワールドツアー・ファイナルズ出場とはならなかったが、交替選手の1番手に選出された。モンフィスが3戦目を怪我で棄権したため、替わりに出場しジョコビッチと対戦。1-6, 2-6で敗れた。年間最終ランキングは11位。

### 2017年 全豪ベスト8 ATPファイナルズ準優勝 2度のデビス杯準優勝 世界7位
全豪オープンでは4回戦でドミニク・ティームに5-7, 7-6(4), 6-2, 6-2で勝利し、グランドスラムで2度目、全豪で初のベスト8に進出。準々決勝でグリゴール・ディミトロフに3-6, 2-6, 4-6で敗れた。2月のソフィア・オープンでは決勝進出するもディミトロフに敗れ、準優勝。翌週のABNアムロ世界テニス・トーナメントでは準々決勝でディミトロフに6-4, 1-6, 6-3で勝利。準決勝でピエール＝ユーグ・エルベールに勝利し決勝進出。決勝ではジョー＝ウィルフリード・ツォンガに6-4, 4-6, 1-6で敗れて2週連続の準優勝となった。2月20日付の世界ランキングで10位となりトップ10入りを果たす。
クレーコートシーズンでは4月のモンテカルロ・マスターズで準々決勝でノバク・ジョコビッチを6-2, 3-6, 7-5のフルセットで下して初勝利を挙げる。準決勝でラファエル・ナダルと対戦したが、第1セットのリードしている展開で物議を醸す判定がされ、勢いを失うと3-6, 1-6で敗れた。ムチュア・マドリード・オープンでは3回戦で第5シードミロシュ・ラオニッチをストレートで破り準々決勝に進出。しかしまたもやナダルに敗れた。全仏オープンは3回戦のオラシオ・セバジョス戦で第1セット途中にコートカバーに足を取られ転倒、右足首を負傷し棄権を余儀無くされた。
ウィンブルドンは欠場し7月のクロアチア・オープンで復帰、全米オープンは4回戦まで進出するもアンドレイ・ルブレフに敗れた。9月の深圳オープン決勝でアレクサンドル・ドルゴポロフに6-4, 6-7(5), 6-3で勝利し、3年ぶりの優勝となるツアー3勝目を挙げる。翌週の楽天ジャパン・オープンでは2年連続で決勝進出。決勝でアドリアン・マナリノに6-3, 7-5で勝利し、2週連続優勝とATP500初優勝を果たす。
レースランキング8位（出場を辞退したスタン・ワウリンカを除くと7位）で、交替出場の2016年を除いて初出場となったATPファイナルズでは、ラウンドロビン第1戦でラファエル・ナダルから初勝利を挙げると、第3戦でドミニク・ティームに勝利し2勝1敗の2位で突破。準決勝でこれまで一度も勝てなかったロジャー・フェデラーに2-6, 6-3, 6-4で勝利し初の決勝進出。これによりゴファンは今季唯一フェデラーとナダル両方を下した選手となった。決勝ではグリゴール・ディミトロフに5-7, 6-4, 3-6で敗れて準優勝となった。大会後のランキングで自己最高の7位を記録。翌週のデビスカップ決勝フランス戦では、第1戦でリュカ・プイユ、1勝2敗で迎えた第4戦でジョー＝ウィルフリード・ツォンガに勝利と奮闘するも、ベルギーは2勝3敗で敗れて2年前と同様に準優勝に終わった。年間最終ランキングは7位。

### 2018年 マスターズベスト4
全豪オープンでは第7シードでの出場となったがジュリアン・ベネトーに逆転を許して2回戦敗退。ABNアムロ世界テニス・トーナメントでベスト4入りしたが、準決勝では左目に自打球を受けて途中棄権した。ABNアムロ世界テニス・トーナメントでもベスト4入りするも、準決勝でグリゴール・ディミトロフに敗れた。マイアミ・オープンで復帰したが、1回戦でジョアン・ソウザに0-6, 1-6で敗れた。
モンテカルロ・マスターズとBNLイタリア国際では準々決勝でグリゴール・ディミトロフに敗れた。バルセロナ・オープンでは準決勝でラファエル・ナダルに敗れた。マドリード・オープンでは3回戦でカイル・エドマンドに敗れた。BNLイタリア国際では準々決勝でアレクサンダー・ズベレフに敗退した。第8シードとして迎えた全仏オープンは3回戦でガエル・モンフィスをフルセットで破るも、4回戦でマルコ・チェッキナートに5-7, 6-4, 0-6, 3-6で敗れた。ウィンブルドンでは第10シードとして出場するも、マシュー・エブデンに初戦敗退。
ウエスタン・アンド・サザン・オープンではベスト4入りするも、準決勝でロジャー・フェデラーに敗れた。第10シードとして迎えた全米オープンでは4回戦でマリン・チリッチにストレートで敗れた。レーバーカップには欧州代表として参戦。シングルスではディエゴ・シュワルツマンに6-4, 4-6, 11-9で勝利。ダブルスではディミトロフと組み、ダブルスではジャック・ソック/ニック・キリオス組に3-6, 4-6で敗れたが、チーム・ヨーロッパの優勝に貢献した。深圳オープンの1回戦でアンディ・マリーに敗れた後に肘の怪我を理由にシーズンを終了した。年間最終ランキングは22位。

### 2019年 ウィンブルドンベスト8 マスターズ準優勝
カタール・エクソンモービル・オープンはシングルスでは1回戦敗退に終わったが、ピエール＝ユーグ・エルベールと組んだダブルスではツアー初優勝を果たした。全豪オープンは3回戦でダニール・メドベージェフに敗れた。オープン13とエストリル・オープンでベスト4入りしたが、それぞれステファノス・シチパスに敗れた。

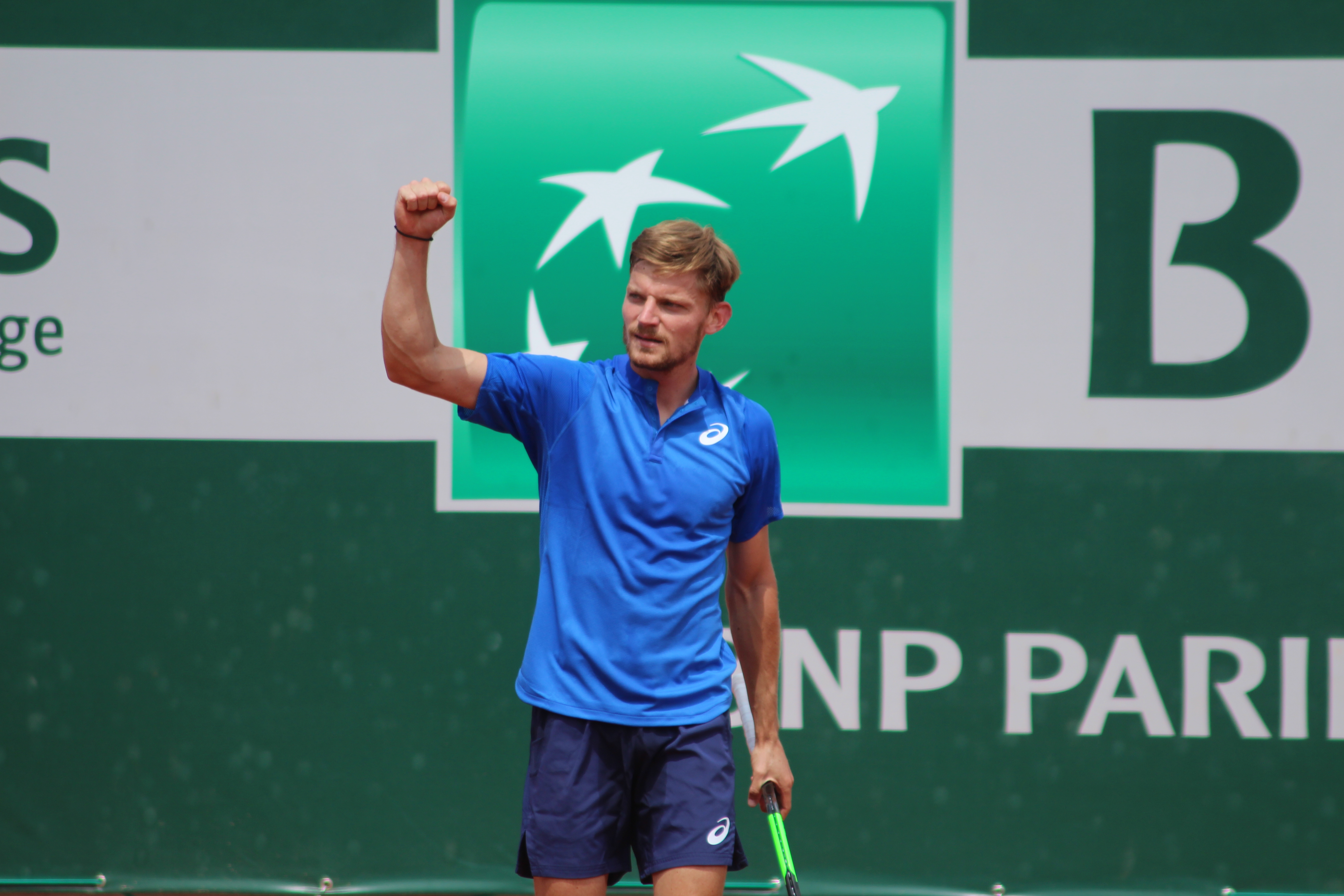
2019年全仏オープンでのダビド・ゴファン

全仏オープンでは3回戦で赤土の覇者ナダルに敗れた。リベマ・オープンでは準々決勝でアドリアン・マナリノに敗れた。ノベンティ・オープンで準優勝を果たし、ウィンブルドン選手権では3回戦でメドベージェフを4-6, 6-2, 3-6, 6-3, 7-5のフルセットで下して、4回戦でもフェルナンド・ベルダスコを7-6(9), 2-6, 6-3, 6-4で破り、初のベスト8進出。準々決勝では第1シードのジョコビッチに敗れた。

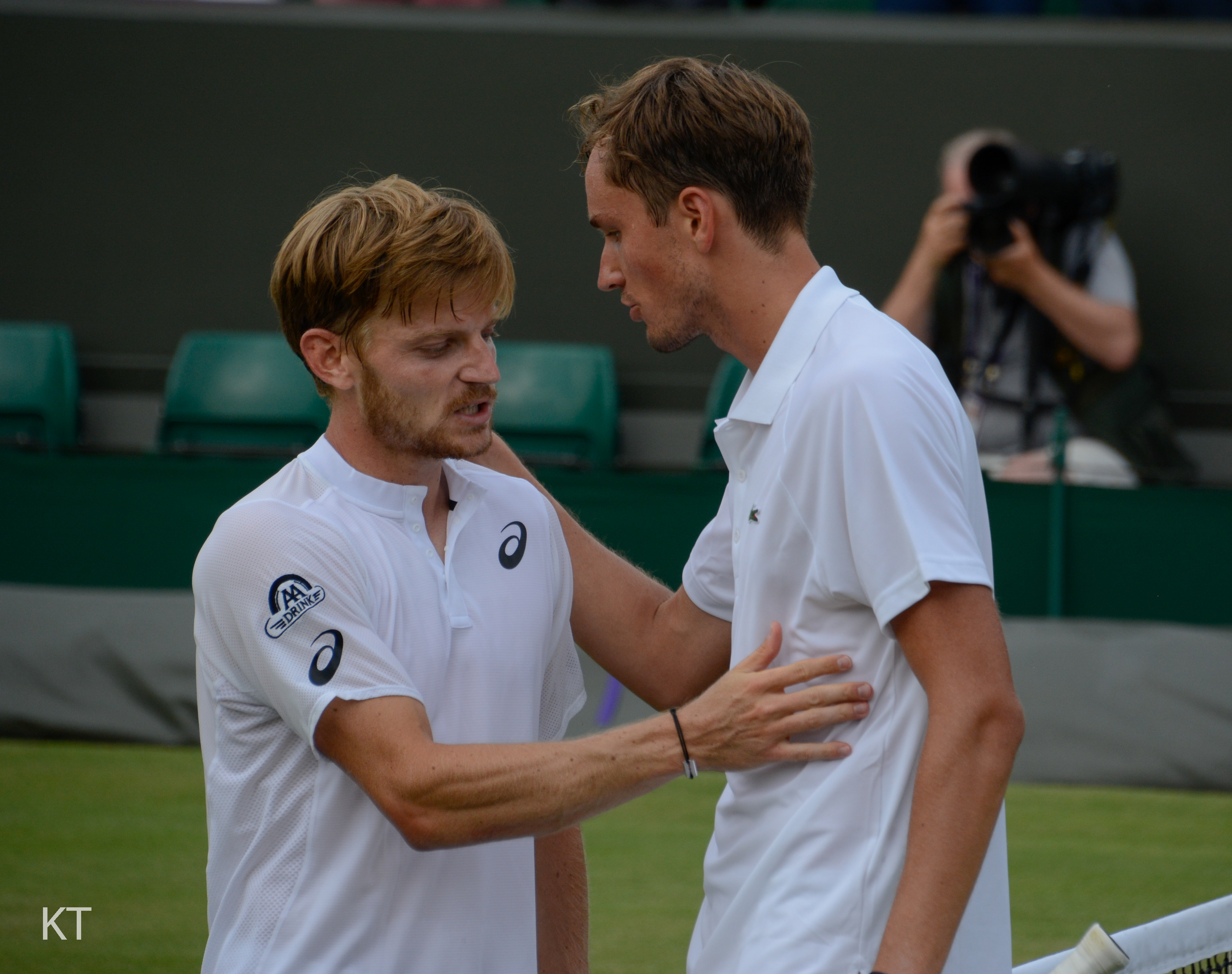
2019年ウィンブルドン選手権でのダビド・ゴファン

ウエスタン・アンド・サザン・オープンでは準決勝でリシャール・ガスケを下し、初のマスターズ1000決勝進出するも、決勝ではメドベージェフに6-7(3), 4-6のストレートで敗れて準優勝。全米オープンでは4回戦に進出するも、フェデラーに敗れ、3年連続ベスト8進出を逃した。ジャパン・オープン・テニス選手権ではジョコビッチに敗れたが、ベスト4入り。上海マスターズは3回戦でフェデラーに敗れた。パリ・マスターズではディミトロフに初戦敗退。年間最終ランキングは11位。

### 2020年 ATP杯ベスト8
ATPカップではモルドバのラドゥ・アルボット、ブルガリアのディミトロフらに勝利してベルギー代表はベスト8入り。さらに準々決勝のスペイン戦ではラファエル・ナダルに勝利した。
全豪オープンでは第7シードとして出場。1回戦でジェレミー・シャルディー、2回戦でピエール＝ユーグ・エルベールを下したが、3回戦でアンドレイ・ルブレフに敗れた。南フランス・オープンではベスト4入り。準決勝でバセク・ポシュピシルに敗退。ABNアムロ世界テニス・トーナメントでは2回戦でヤニック・シナーに敗れた。ウエスタン・アンド・サザン・オープンでは2回戦でヤン＝レナード・ストルフに敗退。全米オープンでは第7シードとして出場して、4回戦まで進出。初のベスト8入りをかけて挑んだがデニス・シャポバロフに敗れた。BNLイタリア国際ではマリン・チリッチ、全仏オープンではヤニック・シナーにそれぞれ初戦敗退し、その後も早期敗退が続いた。感染症の陽性反応が出て欠場もあった。年間最終ランキングは15位。

### 2021年 ツアー5勝目
全豪オープンでは1回戦ではマッチポイントを握ったにもかかわらずアレクセイ・ポピリンに6-3, 4-6, 7-6(4), 6-7(6), 3-6のフルセットの死闘の末に惜敗。しかし、南フランス・オープンの決勝でロベルト・バウティスタ・アグートを5-7, 6-4, 6-2で破り3年半ぶりのツアー優勝を果たした。
マイアミ・オープンでは初戦敗退。モンテカルロ・マスターズではベスト8入りするも準々決勝でダニエル・エバンスに敗退。バルセロナ・オープンでは2回戦のキャメロン・ノリー戦の途中で棄権。BNLイタリア国際ではフェデリコ・デルボニスに2回戦敗退。

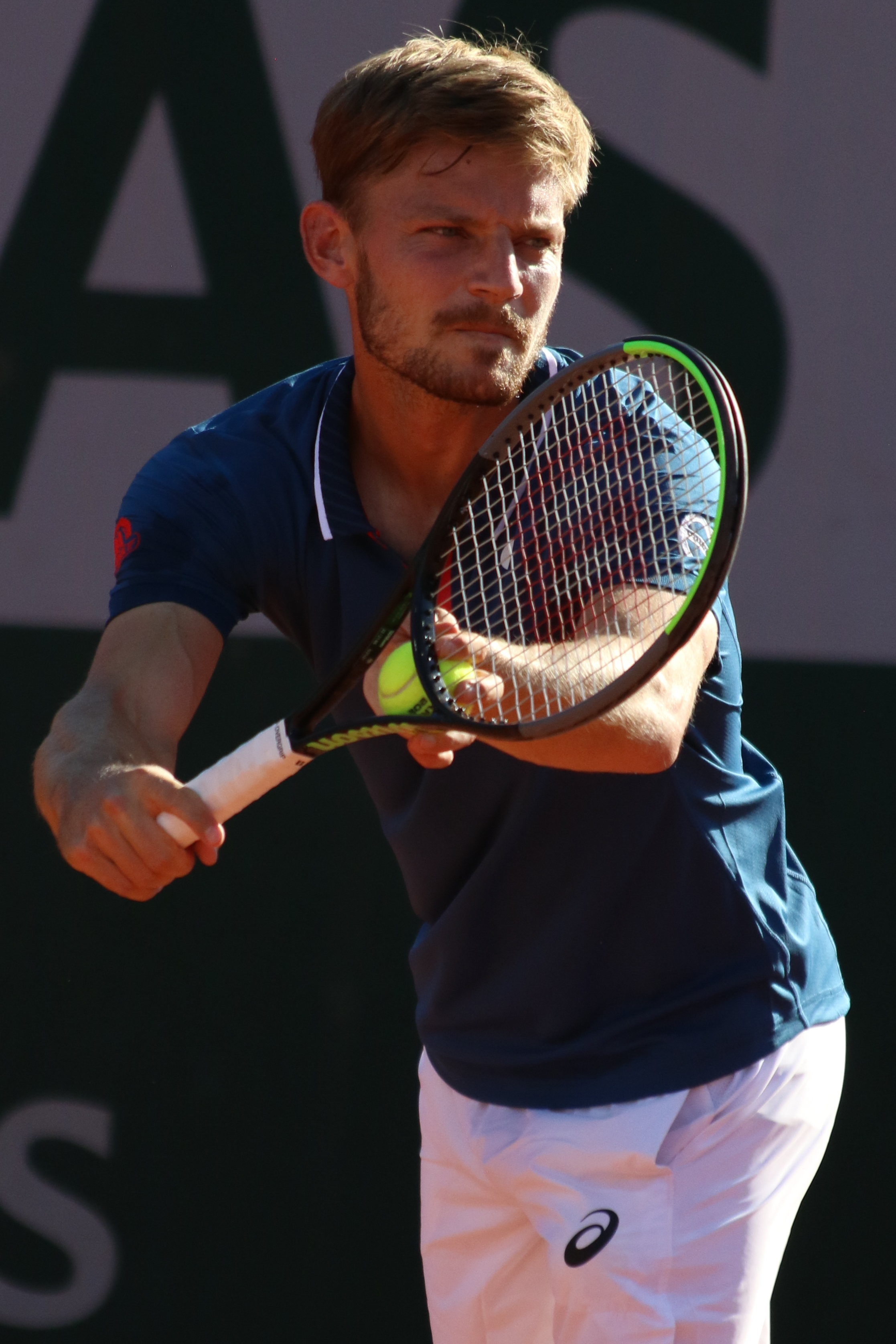
2021年全仏オープンでのダビド・ゴファン

全仏オープンでは第13シードで出場したが、ロレンツォ・ムゼッティに初戦敗退。ウィンブルドン選手権は怪我のため欠場。ウエスタン・アンド・サザン・オープンではギド・ペラに初戦敗退。全米オープンではマッケンジー・マクドナルドに初戦敗退し、その直後に膝の負傷を負ったことで早めにシーズン終了。年間最終ランキングは39位。

### 2022年 ツアー6勝目 ツアー通算300勝
シドニー国際ではベスト8するも、準々決勝でアンディ・マリーに2-6の時点で途中棄権。全豪オープンでは第24シードのダニエル・エバンスに4-6, 3-6, 0-6のストレートで初戦敗退するも、4月のハサン2世グランプリでは決勝でアレックス・モルカンを3-6, 6-3, 6-3で破り、ツアー6勝目を挙げ、2回戦でパブロ・アンドゥハルに勝利したことでツアー通算300勝を達成した。

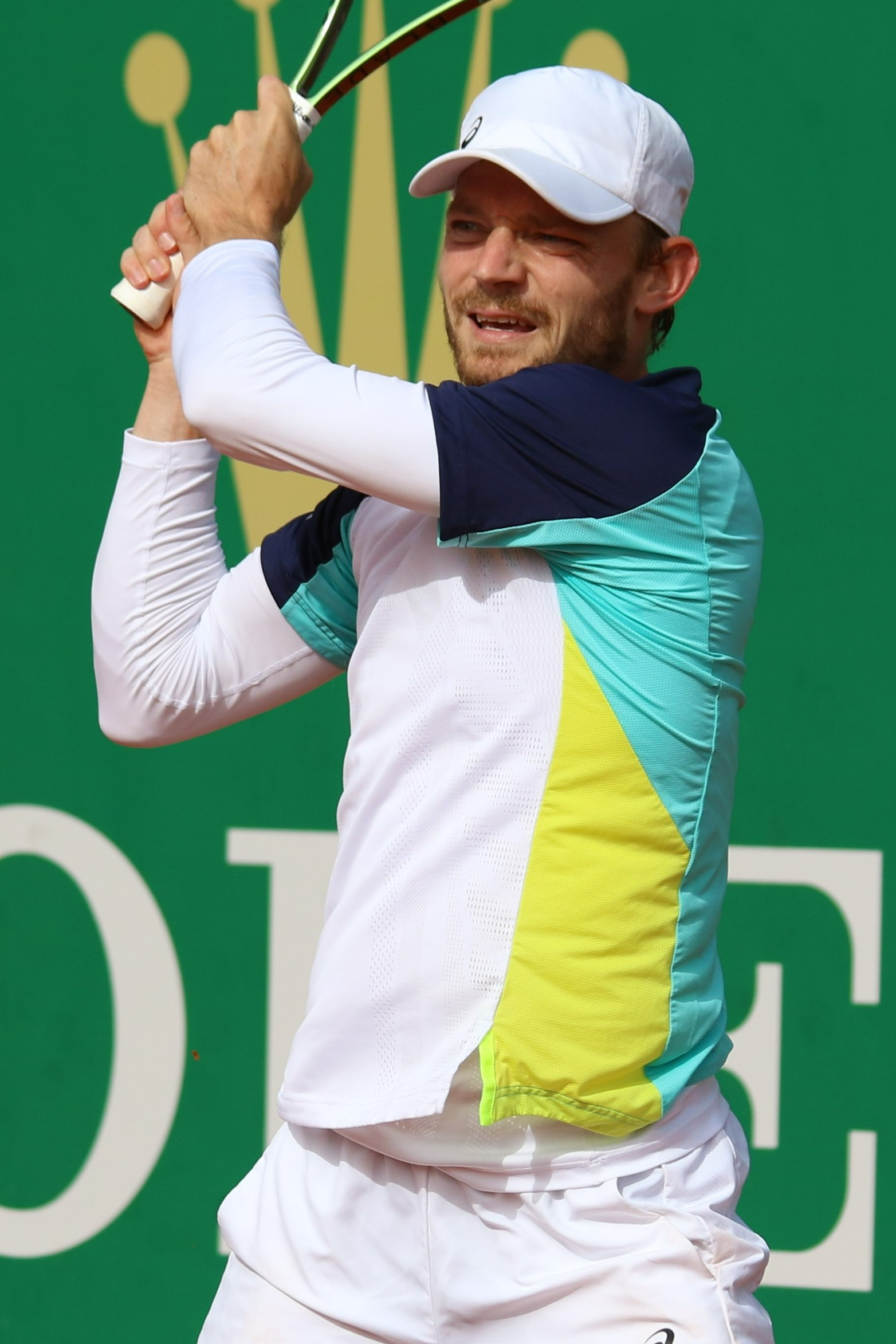
2022年モンテカルロ・マスターズでのダビド・ゴファン

モンテカルロ・マスターズでは3回戦でアレハンドロ・ダビドビッチ・フォキナに敗れた。マドリード・オープンでは1回戦でアスラン・カラツェフ、2回戦でボーティック・ファン・デ・ザンスフルプらを破るも、3回戦でラファエル・ナダルに3-6, 7-5, 6-7(9)のフルセットの末に敗れた。BNLイタリア国際では2回戦でジェンソン・ブルックスビーに敗れた。全仏オープンでは1回戦でイジー・レヘチカを6-4, 4-6, 6-4, 6-4で勝利して初戦突破。2回戦では第24シードのフランシス・ティアフォーを3-6, 7-6(1), 6-2, 6-4で破り、3回戦進出。3回戦では第12シードのホベルト・ホルカシュに5-7, 2-6, 1-6のストレートで敗退。
ウィンブルドン選手権では3回戦でウゴ・アンベールを4-6, 7-5, 6-2, 7-5で下し、4回戦で第23シードのティアフォーを7-6(3), 5-7, 5-7, 6-4, 7-5で破り、2019年以来の大会ベスト8入り。準々決勝では第9シードのキャメロン・ノリーに6-3, 5-7, 6-2, 3-6, 5-7のフルセットの末に敗れた。
ナショナル・バンク・オープンではアルベルト・ラモス＝ビノラスに、ウエスタン・アンド・サザン・オープンではマルコス・ギロンにそれぞれ初戦敗退。迎えた全米オープンでは第26シードのロレンツォ・ムゼッティに6-3, 5-7, 4-6, 6-3, 6-7(9)のフルセットで惜しくも初戦敗退。
アスタナ・オープンではラッキールーザーとして本戦出場をして、1回戦で世界1位となったカルロス・アルカラスを7-5, 6-3のストレートで破る大金星を挙げ、ヨーロピアン・オープンではベスト8進出。パリ・マスターズではラスロ・ジェレに予選敗退。年間最終ランキングは53位。

### 2023年 チャレンジャー8勝目

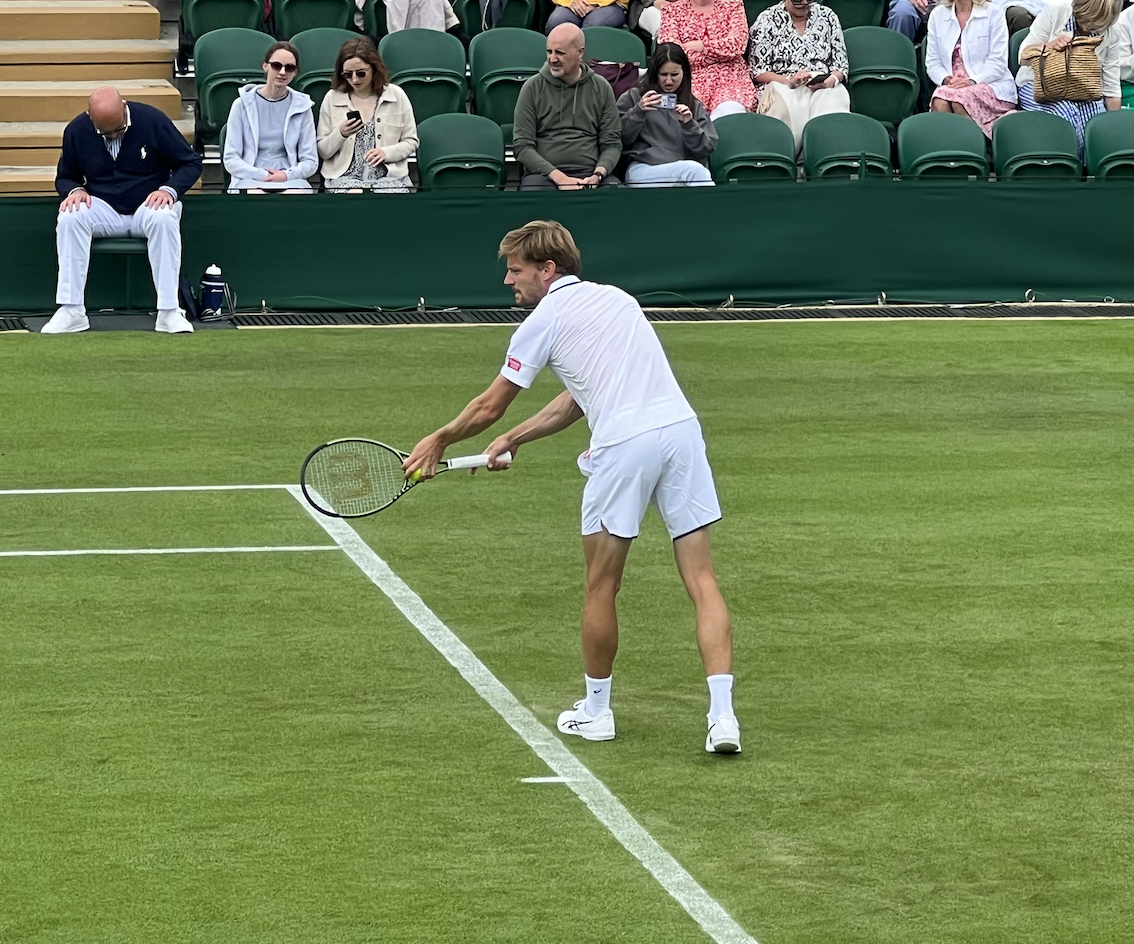
2023年ウィンブルドン選手権でのダビド・ゴファン

早期敗退により、トップ100圏外となったが、6月の2023年BWオープンでは決勝でミカエル・イマーを6-4, 6-1のストレートで破り、8年ぶりに8度目のATPチャレンジャーツアー優勝を飾った。さらに7月のウィンブルドン選手権ではワイルドカードで出場し、3回戦まで進出した。年間最終ランキングは107位。

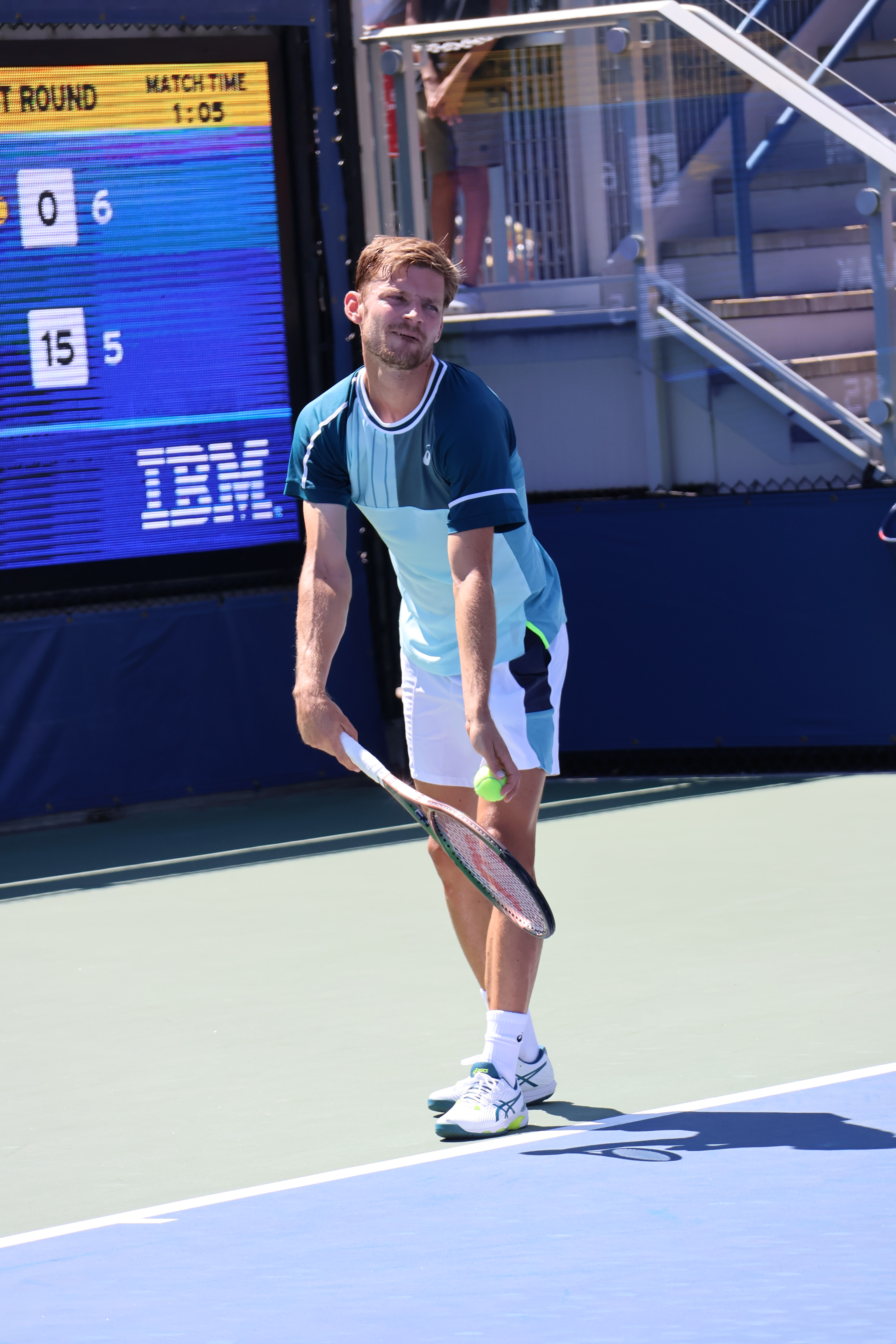
2023年全米オープンでのダビド・ゴファン

### 2024年 チャレンジャー9勝目
2024年イルクルー・チャレンジャーでは決勝でアロルド・マヨを6-4, 6-2のストレートで破り、ATPチャレンジャーツアー9勝目を挙げた。ウィンブルドン選手権では予選3試合を突破して、1回戦でトマーシュ・マハーチを6-3, 6-3, 4-6, 1-6, 5-0から相手の大逆転によりファイナルセット6-7(5)で敗れ、初戦敗退となった。2024年ケーリー・チャレンジャーではベスト4進出。さらにウィンストン・セーラム・オープンでもベスト4進出。準決勝ではロレンツォ・ソネゴに3-6, 2-6のストレートで敗れた。全米オープンでは3回戦まで進出するも、マハーチに3-6, 1-6, 2-6のストレートで敗退。上海マスターズでは4回戦でアレクサンダー・ズベレフを6-4, 7-5のストレートで下し、2016年以来8年ぶりのベスト8進出を果たした。準々決勝ではテイラー・フリッツと対決し、3-6, 4-6のストレートで敗れた。スイス・インドアでは予選を通過して、ウゴ・アンベールを3-6, 6-1, 7-6(7)の逆転で下してベスト8進出。準々決勝ではホルガ・ルーネに2-6, 4-6のストレートで敗退。パリ・マスターズではアルトゥール・カゾーに1-6, 7-6(5), 1-6で予選敗退。年間最終ランキングは52位。

### 2025年 ツアー通算350勝
全豪オープンではバンジャマン・ボンジに1-6, 2-6, 6-7(6)のストレートで初戦敗退。アカプルコでは1回戦でリンキー・ヒジカタを6-2, 6-3、2回戦でベン・シェルトンを7-6(3), 6-3のストレートでそれぞれ下して、ベスト8進出。準々決勝ではブランドン・ナカシマに6-7(4), 2-6のストレートで敗退。BNPパリバ・オープンでは1回戦でロレンツォ・ソネゴを6-4, 7-5のストレートで破るも、アレックス・デミノーに2-6, 2-6のストレートで2回戦敗退。
マイアミ・オープン2回戦でカルロス・アルカラスに5-7, 6-4, 6-3の逆転で破る大金星を挙げ、6年ぶり6度目の3回戦進出を果たした。3回戦ではナカシマに3-6, 7-6(5), 3-6で敗れた。BMWオープンでは2回戦でマリアーノ・ナヴォーネ を0-6, 7-5, 6-1の逆転で破り、9年ぶり3度目のベスト8進出するも、準々決勝でフランシスコ・セルンドロに2-6, 4-6のストレートで敗れた。

## 記録
※オープン化以降
世界ランクトップ10にダブルベーグル(6–0, 6–0)で勝利
2016年BNLイタリア国際3回戦の世界ランク8位トマーシュ・ベルディヒ戦

## 主要大会決勝

### ATPファイナルズ

#### シングルス: 1 (1準優勝)
| 結果   | 年     | 大会     | サーフェス    | 対戦相手                 | スコア        |
| ------ | ------ | -------- | ------------- | ------------------------ | ------------- |
| 準優勝 | 2017年 | ロンドン | ハード (室内) | グリゴール・ディミトロフ | 5-7, 6-4, 3-6 |

### マスターズ1000

#### シングルス: 1 (1準優勝)
| 結果   | 年     | 大会         | サーフェス | 対戦相手                 | スコア        |
| ------ | ------ | ------------ | ---------- | ------------------------ | ------------- |
| 準優勝 | 2019年 | シンシナティ | ハード     | ダニール・メドベージェフ | 6-7(3-7), 4-6 |

## ATPツアー決勝進出結果

### シングルス: 15回 (6勝9敗)
| 大会グレード                    |
| グランドスラム (0–0)            |
| ATPファイナルズ (0–1)           |
| ATPツアー・マスターズ1000 (0–1) |
| ATPツアー500 (1–4)              |
| ATPツアー250 (5–3)              |

| サーフェス別タイトル |
| ハード (5–6)         |
| クレー (1–1)         |
| 芝 (0–2)             |
| カーペット (0–0)     |

| 結果   | No. | 決勝日         | 大会               | サーフェス    | 対戦相手                         | スコア             |
| ------ | --- | -------------- | ------------------ | ------------- | -------------------------------- | ------------------ |
| 優勝   | 1.  | 2014年8月2日   | キッツビュール     | クレー        | ドミニク・ティーム               | 4-6, 6-1, 6-3      |
| 優勝   | 2.  | 2014年9月21日  | メス               | ハード (室内) | ジョアン・ソウザ                 | 6-4, 6-3           |
| 準優勝 | 1.  | 2014年10月26日 | バーゼル           | ハード (室内) | ロジャー・フェデラー             | 2-6, 2-6           |
| 準優勝 | 2.  | 2015年6月14日  | スヘルトーヘンボス | 芝            | ニコラ・マユ                     | 6-7(1-7), 1-6      |
| 準優勝 | 3.  | 2015年8月2日   | グシュタード       | クレー        | ドミニク・ティーム               | 5-7, 2-6           |
| 準優勝 | 4.  | 2016年10月9日  | 東京               | ハード        | ニック・キリオス                 | 6-4, 3-6, 5-7      |
| 準優勝 | 5.  | 2017年2月12日  | ソフィア           | ハード (室内) | グリゴール・ディミトロフ         | 5-7, 4-6           |
| 準優勝 | 6.  | 2017年2月19日  | ロッテルダム       | ハード (室内) | ジョー＝ウィルフリード・ツォンガ | 6-4, 4-6, 1-6      |
| 優勝   | 3.  | 2017年10月1日  | 深圳               | ハード        | アレクサンドル・ドルゴポロフ     | 6-4, 6-7(5-7), 6-3 |
| 優勝   | 4.  | 2017年10月8日  | 東京               | ハード        | アドリアン・マナリノ             | 6-3, 7-5           |
| 準優勝 | 7.  | 2017年11月19日 | ロンドン           | ハード (室内) | グリゴール・ディミトロフ         | 5-7, 6-4, 3-6      |
| 準優勝 | 8.  | 2019年6月23日  | ハレ               | 芝            | ロジャー・フェデラー             | 6-7(2-7), 1-6      |
| 準優勝 | 9.  | 2019年8月18日  | シンシナティ       | ハード        | ダニール・メドベージェフ         | 6-7(3-7), 4-6      |
| 優勝   | 5.  | 2021年2月28日  | モンペリエ         | ハード (室内) | ロベルト・バウティスタ・アグート | 5-7, 6-4, 6-2      |
| 優勝   | 6.  | 2022年4月10日  | マラケシュ         | クレー        | アレックス・モルチャン           | 3-6, 6-3, 6-3      |

### ダブルス: 1回 (1勝0敗)
| 結果 | No. | 決勝日       | 大会   | サーフェス | パートナー                   | 対戦相手                              | スコア           |
| ---- | --- | ------------ | ------ | ---------- | ---------------------------- | ------------------------------------- | ---------------- |
| 優勝 | 1.  | 2019年1月6日 | ドーハ | ハード     | ピエール＝ユーグ・エルベール | ロビン・ハーセ マトウィ・ミドルコープ | 5-7, 6-4, [10-4] |

## 成績
略語の説明
| W | F | SF | QF | #R | RR | Q# | LQ | A | Z# | PO | G | S | B | NMS | P | NH |

W=優勝, F=準優勝, SF=ベスト4, QF=ベスト8, #R=#回戦敗退, RR=ラウンドロビン敗退, Q#=予選#回戦敗退, LQ=予選敗退, A=大会不参加, Z#=デビスカップ/BJKカップ地域ゾーン, PO=デビスカップ/BJKカッププレーオフ, G=オリンピック金メダル, S=オリンピック銀メダル, B=オリンピック銅メダル, NMS=マスターズシリーズから降格, P=開催延期, NH=開催なし.

### 4大大会シングルス
| 大会           | 2011 | 2012 | 2013 | 2014 | 2015 | 2016 | 2017 | 2018 | 2019 | 2020 | 2021 | 2022 | 2023 | 2024 | 2025 | 通算成績 |
| -------------- | ---- | ---- | ---- | ---- | ---- | ---- | ---- | ---- | ---- | ---- | ---- | ---- | ---- | ---- | ---- | -------- |
| 全豪オープン   | Q1   | Q2   | 1R   | A    | 2R   | 4R   | QF   | 2R   | 3R   | 3R   | 1R   | 1R   | A    | 1R   | 1R   | 13–11    |
| 全仏オープン   | A    | 4R   | 1R   | 1R   | 3R   | QF   | 3R   | 4R   | 3R   | 1R   | 1R   | 3R   | 1R   | 2R   |      | 19–13    |
| ウィンブルドン | Q3   | 3R   | 1R   | 1R   | 4R   | 4R   | A    | 1R   | QF   | NH   | A    | QF   | 3R   | 1R   |      | 18–10    |
| 全米オープン   | Q3   | 1R   | 1R   | 3R   | 3R   | 1R   | 4R   | 4R   | 4R   | 4R   | 1R   | 1R   | Q1   | 3R   |      | 18–12    |

### 大会最高成績
| 大会                 | 成績 | 年               |
| -------------------- | ---- | ---------------- |
| ATPファイナルズ      | F    | 2017             |
| インディアンウェルズ | SF   | 2016             |
| マイアミ             | SF   | 2016             |
| モンテカルロ         | SF   | 2017             |
| マドリード           | QF   | 2017             |
| ローマ               | QF   | 2015, 2016, 2018 |
| カナダ               | 3R   | 2015, 2016       |
| シンシナティ         | F    | 2019             |
| 上海                 | QF   | 2016, 2024       |
| パリ                 | 3R   | 2015–2017        |
| オリンピック         | 3R   | 2016             |
| デビスカップ         | F    | 2015, 2017       |
| ATPカップ            | QF   | 2020             |
| ユナイテッド・カップ | RR   | 2023             |